# Sello Bodok
El sello Bodok es un tipo especial de arandela que permite obtener un sello resistente al paso de gas entre el pico de un cilindro o regulador de una máquina de anestesia u otro equipo médico que requiera de suministro de gas y el cilindro de gas. La misma fue creada en la década de 1950.
La conexión y desconexión de un cilindro de gas da lugar a un proceso de desgaste, producto de las variaciones de las fuerzas de ajuste mecánico y a la compresión y expansión del gas. (Los efectos de adiabáticos que se producen en gases comprimidos que se expanden a gran velocidad pueden producir temperaturas sumamente elevadas de hasta 1000 °C.) Antes de que existiera el sello Bodok, la arandela tradicional de fibra a menudo fallaba, causando fugas de gas o se adhería al regulador, requiriéndose el uso de pinzas y considerable fuerza para poderla extraer.
El sello Bodok es una arandela de neoprene con un anillo periférico reforzado de metal que evita que la arandela se deforme. El sello no es combustible y resiste las altas presiones típicas de los cilindros (un cilindro recién cargado posee una presión de unos 140 bar).